# BRIT Awards 1998
Die BRIT Awards 1998 wurden am 9. Februar 1999 in der London Arena verliehen. Die Moderation übernahm Ben Elton.
Erfolgreichster Künstler mit drei gewonnenen Preisen war die Band The Verve, die mit fünf auch die meisten Nominierungen hatte.

## Liveauftritte
| Künstler                       | Lieder                  |
| ------------------------------ | ----------------------- |
| All Saints                     | Never Ever              |
| Chumbawamba                    | Tubthumping             |
| Finlay Quaye                   | Sunday Shining          |
| Fleetwood Mac                  | The Chain               |
| Robbie Williams Tom Jones      | The Full Monty Medley   |
| Shola Ama                      | You Might Need Somebody |
| Spice Girls                    | Stop                    |
| Texas featuring The Method Man | Say What You Want       |
| The Verve                      | Lucky Man               |

## Gewinner und Nominierungen
| British Album of the Year (präsentiert von Zoë Ball) | British Producer of the Year |
| --- | --- |
| - The Verve – Urban Hymns - Oasis – Be Here Now - The Prodigy – Fat of the Land - Radiohead – OK Computer - Texas – White on Blonde | - Youth, The Verve and Chris Potter - Nigel Godrich and Radiohead - Liam Howlett - Roni Size - Stephen Street |
| British Single of the Year (präsentiert von Pam Grier and Samuel L. Jackson) | British Video of the Year (präsentiert von Steve Coogan as Alan Partridge) |
| - All Saints – Never Ever - Blur – Song 2 - Chumbawamba – Tubthumping - Eternal featuring BeBe Winans – I Wanna Be the Only One - Elton John – Something About the Way/Candle in the Wind '97 - Olive – You're Not Alone - Radiohead – Paranoid Android - Texas – Say What You Want - The Verve – Bitter Sweet Symphony - Robbie Williams – Old Before I Die | - All Saints – Never Ever - Blur – Song 2 - David Bowie – Little Wonder - The Chemical Brothers – Block Rockin' Beats - Dario G – Sunchyme - Jamiroquai – Alright - Oasis – D'You Know What I Mean? - Republica – Drop Dead Gorgeous - Spice Girls – Spice Up Your Life - Supergrass – Late in the Day - The Verve – Bitter Sweet Symphony |
| British Male Solo Artist (präsentiert von Errol Brown und Natalie Imbruglia) | British Female Solo Artist (präsentiert von Richard Branson) |
| - Finley Quaye - Gary Barlow - Elton John - Paul Weller - Robbie Williams | - Shola Ama - Michelle Gayle - Louise - Beth Orton - Lisa Stansfield |
| British Group (präsentiert von David Baddiel und Frank Skinner) | British Breakthrough Act (präsentiert von Jo Whiley und Max Beesley) |
| - The Verve - Oasis - The Prodigy - Radiohead - Texas | - Stereophonics - All Saints - Shola Ama - Embrace - Olive - Beth Orton - Finley Quaye - Conner Reeves - Roni Size & Reprazent - Travis |
| British Dance Act | Soundtrack/Cast Recording (präsentiert von Cleopatra) |
| - The Prodigy - Brand New Heavies - The Chemical Brothers - Eternal - Jamiroquai | - The Full Monty - Men in Black - Romeo + Juliet - Space Jam - Trainspotting |
| International Male Solo Artist (präsentiert von Claudia Schiffer und Matthew Modine) | International Female Solo Artist (präsentiert von Alexander McQueen und Honor Fraser) |
| - Jon Bon Jovi - Coolio - LL Cool J - DJ Shadow - Sash! | - Björk - Erykah Badu - Meredith Brooks - Celine Dion - Janet Jackson |
| International Group (präsentiert von Heather Small und Jay Kay) | International Breakthrough Act |
| - U2 - Daft Punk - Eels - Hanson - No Doubt | - Eels - Erykah Badu - Daft Punk - Hanson - No Doubt |

### Freddie Mercury Award
- Elton John

### Most Selling Album Act
- Spice Girls

### Outstanding Contribution to Music
- Fleetwood Mac